# Кім Коутс
Кім Коутс (англ. Kim Coates; 21 лютого 1958) — канадський актор.

## Біографія
Кім Коутс народився 21 лютого 1958 року в Саскатуні, Канада. Батьки Фред і Джойс Коутс. Навчався в Саскачеванському університеті на факультеті драми. Працював у театрі Neptune Theatre в Галіфаксі. На екрані дебютував у фільмі «Хлопчик у блакитному» (1986). Знімався в таких фільмах, як «Останній бойскаут» (1991), «Клієнт» (1994), «Водний світ» (1995), «Незабутнє» (1996), «Оселя зла: Потойбічне життя» (2010) та серіалі «Сини анархії» (2008—2014).

## Особисте життя
З 1984 року одружений з Діаною, народилися дві дочки: Кайла та Бренна.

## Фільмографія
| Рік       |    | Українська назва                    | Оригінальна назва                                 | Роль                              |
| --------- | -- | ----------------------------------- | ------------------------------------------------- | --------------------------------- |
| 1991      | ф  | Останній бойскаут                   | The Last Boy Scout                                | Чет                               |
| 1992      | ф  | Невинна кров                        | Innocent Blood                                    | Рей                               |
| 1994      | ф  | Клієнт                              | The Client                                        | Пол Гронкі                        |
| 1995      | ф  | Погані хлопці                       | Bad Boys                                          | автомобіль злодій                 |
| 1995      | ф  | Водний світ                         | Waterworld                                        | Дріфтер                           |
| 1997      | ф  | Акція смерті                        | Lethal Tender                                     | Монтессі                          |
| 2000      | ф  | Збіг обставин                       | Auggie Rose                                       | Оґгі Роуз                         |
| 2000      | ф  | Поле битви — Земля                  | Battlefield Earth                                 | Карло                             |
| 2001      | ф  | Обмін тілами                        | Xchange                                           | Тоффлер /Фіск 2                   |
| 2001      | ф  | Перл-Гарбор                         | Pearl Harbor                                      | Джек Річардс                      |
| 2001      | ф  | Падіння «Чорного яструба»           | Black Hawk Down                                   | Векс                              |
| 2003      | ф  | Відкритий простір                   | Open Range                                        | Батлер                            |
| 2005      | ф  | Напад на 13-ту дільницю             | Assault on Precinct 13                            | офицер Розен                      |
| 2005      | ф  | Заручник                            | Hostage                                           | Сторож                            |
| 2007      | в  | Агент прибульців                    | Alien Agent                                       | Карл Родерік                      |
| 2008      | ф  | Розшукується герой                  | Hero Wanted                                       | Скінер Макгрю                     |
| 2008      | тф |                                     | A Gunfighter's Pledge                             | Тейт                              |
| 2008      | ф  | 45 об/хв                            | 45 R.P.M.                                         | констебль Ейб Тафт                |
| 2008      | кф |                                     | Denial, Anger, Bargaining, Depression, Acceptance | Джеррі                            |
| 2009      | вг |                                     | Prototype                                         | додаткові голоси                  |
| 2008—2009 | с  | C.S.I.: Місце злочину Маямі         | CSI: Miami                                        | Рон Саріс (6 епізодів)            |
| 2006—2009 | с  | Втеча з в'язниці                    | Prison Break                                      | агент Річард Саллінс (6 епізодів) |
| 2010      | с  | Жива мішень                         | Human Target                                      | Бертрам (1 епізод)                |
| 2010      | ф  |                                     | A Little Help                                     | Мел Камінскі                      |
| 2010      | в  |                                     | Blood: A Butcher's Tale                           | Ендріс                            |
| 2010      | ф  | Грішники та святі                   | Sinners and Saints                                | детектив Дейв Бессон              |
| 2010      | ф  | Оселя зла: Потойбічне життя         | Resident Evil: Afterlife                          | Беннет                            |
| 2011      | ф  |                                     | Sacrifice                                         | Армент                            |
| 2008—2011 | с  | Антураж                             | Entourage                                         | Карл Ертц (2 епізоди)             |
| 2011      | ф  | Вибивайло                           | Goon                                              | Ронні Гортенс                     |
| 2012      | ф  | Темна правда                        | A Dark Truth                                      | Брюс Свінтон                      |
| 2012      | ф  |                                     | Rufus                                             | Аарон ван Дусен                   |
| 2013      | ф  |                                     | Ferocious                                         | Сел                               |
| 2013      | ф  | Робосапієн: Перезавантаження        | Robosapien: Rebooted                              | Портер                            |
| 2014      | ф  |                                     | A Fighting Man                                    | отець Бреннан                     |
| 2013—2014 | с  | Перетинаючи межу                    | Crossing Lines                                    | Дженовезе (4 епізоди)             |
| 2014      | ф  | Світ мутантів                       | Mutant World                                      | Маркус Кінг                       |
| 2008—2014 | с  | Сини анархії                        | Sons of Anarchy                                   | Алекс «Тіг» Треджер               |
| 2014      | кф |                                     | Hell on Earth                                     | Боббі Голд                        |
| 2015      | мф |                                     | Pirate's Passage                                  | Рой Менер (голос)                 |
| 2015      | вг |                                     | Sons of Anarchy: The Prospect, Episode 1          | Алекс (Тіг) Треджер (голос)       |
| 2016      | ф  |                                     | The Land                                          | дядько Стів                       |
| 2016      | ф  |                                     | Strange Weather                                   | Клейтон Вотсон                    |
| 2016      | кф |                                     | Kim Coates Hates the Internet                     |                                   |
| 2016      | ф  |                                     | Strange Weather                                   | Клейтон Вотсон                    |
| 2016      | ф  |                                     | Stagecoach: The Texas Jack Story                  | Келхун                            |
| 2016      | ф  | Реальні спогади міжнародного вбивці | True Memoirs of an International Assassin         | президент Мігуель (Майк) Куето    |
| 2016      | ф  | Поліціант Даун                      | Officer Downe                                     | Даун                              |
| 2017      | ф  |                                     | The Adventure Club                                | Оззі                              |
| 2017      | с  | Кевін почекає                       | Kevin Can Wait                                    | Террі Лабаско (1 епізод)          |
| 2017      | ф  | Вибивайло: Епічна сутичка           | Goon: Last of the Enforcers                       | Ронні Гортенс                     |
| 2017      | с  | Забуті Богом                        | Godless                                           | Ед Лоґан (5 епізодів)             |
| 2017—2018 | с  |                                     | Ghost Wars                                        | Біллі Мак-Грат (13 епізодів)      |
| 2018      | ф  | Холодний струмок                    | Cold Brook                                        | Джордж Гільдебрандт               |
| 2017—2018 | с  | Дурна кров                          | Bad Blood                                         | Деклан Гардінер (14 епізодів)     |
| 2019      | ф  | Острів фантазій                     | Fantasy Island                                    | наркобарон                        |
| 2019—2020 | мс | Рапунцель: Серіал                   | Tangled: The Series                               | Гектор                            |
| 2020      | с  | Ван Хелсінг                         | Van Helsing                                       | граф Далібор                      |
| 2023      | с  | Сантехніки Білого дому              | The White House Plumbers                          | Френк Стерджис                    |
| 2025      | с  | Первісна Америка                    | American Primeval                                 | Брігам Янг                        |